# Засів хмар

Засіву хмар можна зробити за допомогою наземних генераторів, літака чи ракети.

За́сів хмар — введення в хмари реагентів (тверда вуглекислота, дими йодистого срібла тощо) для зміни фазового стану хмар.